# Katsuaki Watanabe

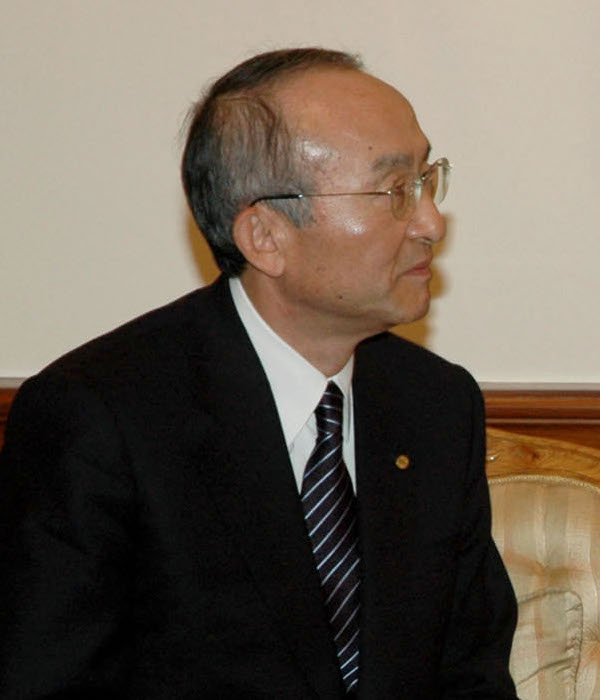
Katsuaki Watanabe em 28 de janeiro de 2008

Katsuaki Watanabe (13 de fevereiro de 1942) é um executivo da Toyota Motor Corporation. Ele foi presidente e CEO da empresa antes de Akio Toyoda assumiu os cargos em 23 de junho de 2009.